# Timár Mátyás
Timár Mátyás (Mohács, 1923. július 10. – 2020. február 16. előtt) magyar közgazdász, politikus, a Magyar Népköztársaság pénzügyminisztere (1962–1967), a kormány gazdasági bizottságának elnöke (1967–1973), a Magyar Nemzeti Bank elnöke (1975–1988).

## Élete
Timár Mátyás 1923-ban Mohácson született. Iskoláit is itt végezte, 1941-ben érettségizett. Ezután gyárakban dolgozott. 1943-ban Újpesten belépett a szakszervezetbe és a Szociáldemokrata Pártba. 1944-ben a német megszállástól az év végéig vasútépítő munkásszázadnál munkaszolgálatos volt a Dunántúlon. 1945-től a Magyar Demokratikus Ifjúsági Szövetség munkatársa volt. Közben elvégezte a jogi egyetemet. A pénzügyi-gazdasági pálya különböző területein dolgozott több mint 40 évig. A hatvanas években mint pénzügyminiszter az új gazdaságirányítási rendszer egyik kidolgozója, majd a kormány elnökhelyettese. A közgazdaság tudomány doktora. 1988-ig a Magyar Nemzeti Bank elnöki tisztét töltötte be. Utána nyugdíjba vonult.

## Művei
- Tímár Mátyás–Nagy Tibor: Pénzügyi jog 1. r.; Eötvös Loránd Tudományegyetem, Bp., 1958
- Tímár Mátyás–Riesz Miklós: A szocialista pénzügyi és hitelrendszer; Marx Károly Közgazdaságtudományi Egyetem, Bp., 1961
- A szocialista költségvetés; Marx Károly Közgazdaságtudományi Egyetem, Bp., 1962
- Költségvetés és népgazdasági ágak pénzügyei; Marx Károly Közgazdaságtudományi Egyetem, Bp., 1962
- Költségvetés, pénzügyek, gazdaságirányítás; Közgazdasági és Jogi, Bp., 1964
- Gazdaságpolitika Magyarországon 1967-1973 (Közgazdasági és Jogi könyvkiadó)
- Gazdasági fejlődés és irányítási módszerek Magyarországon; Közgazdasági és Jogi, Bp., 1968
- A magyar népgazdaság struktúrája, fejlesztési irányai; Kossuth, Bp., 1971 (Az MSZMP Központi Bizottsága politikai akadémiája)
- Reflections on the Economic Development of Hungary 1967-1973 (Akadémiai kiadó) Ugyanez kínai nyelven (1975, Peking)
- Gazdasági egyensúly és pénzügyek (Közgazdasági és Jogi könyvkiadó, 1983)
- Wege aus der Weltwirtschaftskrise (Verlag Ruegger, Zürich, 1984, különböző előadóktól)
- Szürke pénzügyek (Magvető kiadó, Budapest, 1989)
- A forint konvertibilitásáról (Közgazdasági és Jogi könyvkiadó, 1989, Tenner Györggyel közösen)
- Válság, váltás, változások 1979-1994 (Láng Kiadó és Holding Rt.)
- A Magyar Nemzeti Bank története I-III. kötet, (a szerkesztőbizottság elnöke, majd konzultáns, Közgazdasági és Jogi könyvkiadó, Presscon kiadó, Tarsoly kiadó, 1993-2004)
- Jegyzetek az oldalvonalról 2000-2010 (Z füzetek, Ezredvég alapítvány, 2011)